# Ethopolys monticola
Ethopolys monticola är en mångfotingart som först beskrevs av Anton Julius Stuxberg 1875.  Ethopolys monticola ingår i släktet Ethopolys och familjen stenkrypare. Inga underarter finns listade i Catalogue of Life.